# Tchakamadje
Tchakamadje Guirle est une localité du Cameroun située dans l'arrondissement de Bogo, le département du Diamaré et la région de l’Extrême-Nord. Elle fait partie du lawanat de Bogo-Sud.

## Population
En 1975, la localité comptait 45 habitants, dont 43 Peuls et 2 Massa.
Lors du recensement de 2005, on y a dénombré 163 personnes, dont 73 hommes et 90 femmes.